# لاکی‌چاپ انترتینمنت
لاکی‌چاپ انترتینمنت یک شرکت تولیدکننده فیلم آمریکایی مستقر در لس آنجلس است که در سال ۲۰۱۴ توسط مارگو رابی، تام آکرلی، جوزی مک نامارا و سوفیا کر تأسیس شد. این شرکت نقطه کانونی خود را به عنوان تولیدات فیلم و تلویزیون با محوریت زنان توصیف می‌کند.
لاکی‌چاپ انترتینمنت فیلم‌ها و سریال‌های تلویزیونی از جمله من تونیا هستم (۲۰۱۷)، سریال تلویزیونی صورت عروسکی (۲۰۱۹)، پرندگان شکاری، زن جوان آتیه‌دار (هر دو ۲۰۲۰) و باربی (۲۰۲۳) را تولید کرده‌است.
تا سال ۲۰۲۱، آثار تولید شده توسط این شرکت ۸ جایزه اسکار و ۱۱ نامزدی بفتا را دریافت کرده‌اند. در سال ۲۰۱۸، اولین اکران من تونیا هستم، برنده جایزه اسکار بهترین بازیگر نقش مکمل زن شد. سه سال بعد، زن جوان آتیه‌دار برنده جایزه اسکار بهترین فیلم‌نامه غیراقتباسی و جایزه بفتای بهترین فیلم‌نامه اصلی و فیلم بریتانیایی برجسته شد.

## بنیان‌گذاری

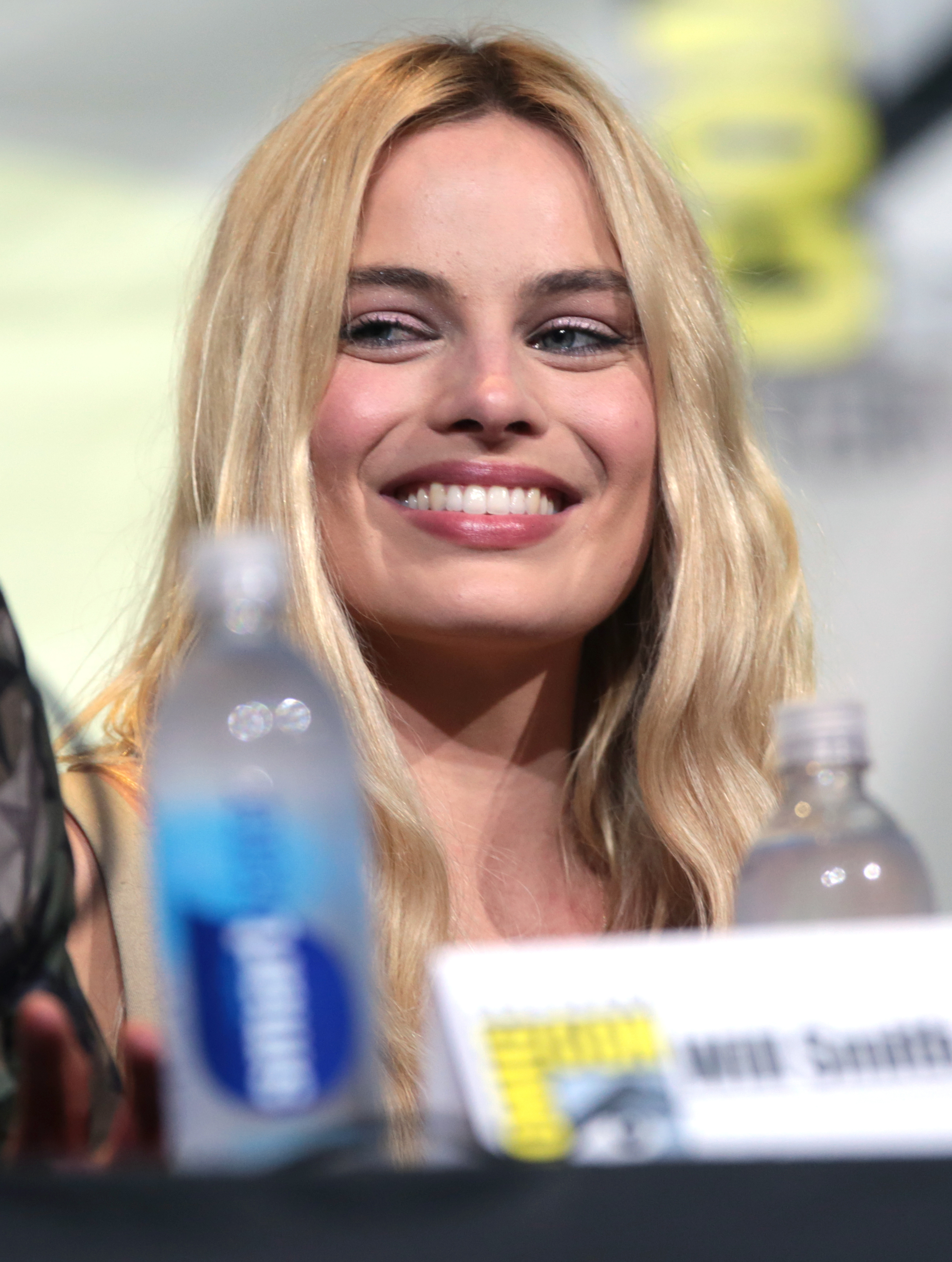
یکی از بنیان‌گذاران لاکی‌چاپ انترتینمنت، مارگو رابی

این شرکت توسط مارگو رابی، تام آکرلی، سوفیا کر و جوزی مک نامارا تأسیس شد. رابی، بازیگر استرالیایی، در درجه اول به عنوان یک ستاره سینما شناخته می‌شد و نقش‌های اصلی در گرگ وال استریت، جوخه انتحار و افسانه تارزان را بازی کرد. در سال ۲۰۱۸، او در مورد اینکه چگونه قبلاً علاقه‌مند به کنترل خلاقانه از پشت دوربین بود، و اینکه چگونه تشکیل لاکی‌چاپ انترتینمنت به او این توانایی را داد که این کار را دنبال کند، صحبت کرد.
رابی و کر با هم در گلد کوست در کوئینزلند استرالیا بزرگ شدند. مک نامارا و آکرلی زوج بریتانیایی سال‌ها به عنوان دستیار کارگردان با هم کار کردند. رابی و آکرلی در سال ۲۰۱۳ در فیلم سوئیت فرانسوی با هم آشنا شدند و در سال ۲۰۱۶ ازدواج کردند. پس از مستی باهمدیگر در اولین نمایش گرگ وال استریت در لندن، چهار بنیان‌گذار تصمیم گرفتند با هم به خانه‌ای در کلاپام لندن نقل مکان کنند. در آنجا به فکر راه اندازی یک شرکت تولیدی افتادند. نام «لاکی‌چاپ» مربوط به چارلی چاپلین است، اگرچه رابی گفت که هیچ‌یک از آنها معنی دقیق لاکی‌چاپ را به خاطر نمی‌آورند. برت هدبلوم به عنوان معاون تلویزیونی لاکی‌چاپ خدمت می‌کند.